# Henry Stuart, Công tước xứ Albany
Henry Stewart (hay Henry Stuart), tước hiệu Công tước xứ Albany (7 tháng 12 năm 1545 - 10 tháng 2 năm 1567), thường được gọi là Huân tước Darnley trước 1565, là phu quân của Nữ vương Mary xứ Scotland từ năm 1565 cho đến khi bị giết tại Kirk o' Field năm 1567. Nhiều câu chuyện đương đại mô tả cuộc đời và cái chết của ông gọi ông là Lord Darnley, danh hiệu của ông với tư cách người thừa kế của lãnh địa bá tước Lennox, và cách gọi này gắn liền với ông cho đến ngày hôm nay.
Ông là con thứ hai, nhưng là người con lớn nhất còn sống của Matthew Stewart, Bá tước thứ 4 xứ Lennox, và vợ của ông, phu nhân Margaret Douglas. Ông bà ngoại Darnley của ông là Archibald Douglas, Bá tước Angus đời thứ sáu, và Margaret Tudor, con gái của Henry VII của Anh, từng là vợ vua James IV của Scotland, mẫu thân vua James V. Nhiều người tin rằng Henry Stewart chào đời ngày 7 tháng 12, nhưng điều này còn đang gây tranh cãi. Ông là em họ và cũng là người chồng thứ hai của Nữ vương Mary I của Scotland, và là cha của James VI của Scotland, người đã kế vị Elizabeth I của Anh với vương hiệu James I.

## Cuộc sống ban đầu

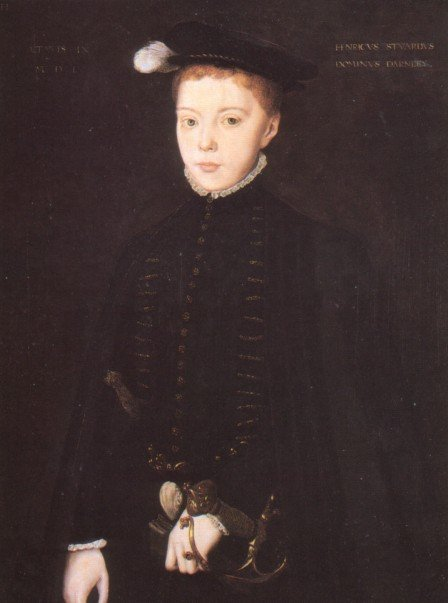
Cậu bé Henry Stuart, về sau là Vương tế Scotland

Darnley chào đời vào năm 1545, tại Đền Newsam, Leeds, thuộc West Riding of Yorkshire, Anh quốc. Thông qua cha mẹ mình, ông tuyên bố chủ quyền bối với cả ngai vàng của Scotland và Anh, bởi vì ông là hậu duệ hoàng gia của cả James II của Scotland và Henry VII của Anh.
Cha của Darnley, Bá tước Matthew xứ Lennox, đã bị kết tội phản quốc tại Scotland bởi vai trò của ông trong cuộc chiến tranh Rough Wooing, nơi mà ông đứng về phía người Anh và chống lại thái hậu Mary của Guise và Nhiếp chính Arran, và quốc tịch Scotland của ông bị bãi bỏ năm 1545. Lennox sống lưu vong ở Anh 22 năm, và trở về Scotland năm 1564. Mẫu thân của Darnley, Margaret Douglas đã rời khỏi Scotland năm 1528.
Lord Darnley từ nhỏ được giáo dục tốt và ý thức được về hoàn cảnh hiện tại cũng như những cơ hội đến với ngai vàng của mình. Ông thông thạo tiếng Latinh và khi lớn lên đã học tiếng Gaelic, Anh và Pháp. Ông có năng khiếu về ca hát, khiêu vũ và chơi đàn. Gia sư của ông bao gồm học giả người Scotland, John Elder, người đã từng ủng hộ việc thiết lập liên minh cá nhân Anglo-Scotland bằng cuộc hôn nhân giữa Mary I của Scotland với Hoàng tử Edward nước Anh, và ông từng nêu ý kiến của mình với Henry VIII bằng  Lời khuyên của một Redshank  năm 1543.. Một trong những bạn học của ông, Arthur Lallart, bị thẩm vấn tại London sau chuyến thăm tới Scotland năm 1562.
Darnley khỏe mạnh và giỏi thể thao, một tay cưỡi ngựa cừ khôi với kiến thức với vũ khí và niềm đam mê săn bắn. Darnley đã viết một bức thư cho Mary I của Anh từ Đền Newsam vào tháng 3 năm 1554 đề cập đến một vở kịch hay bản đồ mà ông tạo ra, mang tên Utopia Nova. Ông mong muốn, "mỗi sợi tóc trên đầu tôi sẽ được dùng cho một wourthy souldiour".

## Khủng hoảng Lennox
"Khủng hoảng Lennox" là một vấn đề chính trị nan giải ở Anh bắt nguồn từ tham vọng của nhà Lennox: Matthew Stewart, Bá tước thứ tư của Lennox, đứng hàng thứ ba trong danh sách kế vị ngai vàng ở Anh, và vợ ông Margaret Douglas là cháu gái của vua Henry VII. Gia tộc Lennox theo Giáo hội Công giáo Roma và là hi vọng của các thế lực công giáo ở cả hai nước, nếu họ có thể đoạt được ngai vàng.
Khi Henry II của Pháp chết vào tháng 7, 1559, anh trai của Lennox, Sieur d'Aubigny, được thăng chức trong triều Pháp trong cương vị là bà con thân tín của hoàng hậu mới, đồng thời là nữ hoàng Mary. Aubigny sắp xếp cho Darnley đến triều đình Pháp để chức mừng Mary và François II của Pháp trong lễ lên ngôi của họ và tìm cách khôi phục lãnh địa Lennox. Mary không đồng ý trả lại đất của Lennox thuộc Scotland, nhưng bà đã tặng 1.000 curon cho Darnley và mời ông đến dự lễ đăng quang của bà. Kế hoạch của Lennox là khẩn cầu trực tiếp với Nữ hoàng Scotland thông qua của ông, qua mặt cả Elizabeth và Nhà Giuse. Sứ mệnh của người đại lý cho Lennox, Nesbit, có vẻ như quá liều lĩnh; không chỉ là Lennox sẵn sàng bàn giao Darnley và em trai của ông là Charles làm con tin để mong khôi phục địa vị, nhưng ông đã trình ra gia phả của Darnley, cho thấy quyền của mình để thừa kế của ông tại cả Anh và Scotland cũng như của nhà Hamilton và Douglas. Aubigny về sau bị buộc tội giúp đỡ Mary mưu đoạt ngai vàng của nước Anh và gợi ý rằng ngay cả cháu trai của ông cũng có tư cách kế vị cao hơn so với Elizabeth.
Lennox sắp đặt Nesbit trông coi Mary, Darnley và thầy của Darnley, John Elder. Năm 1559, Nicholas Throckmorton, đại sứ của Anh quốc tại Paris, cảnh báo Nữ hoàng Elizabeth rằng Elder là "nguy hiểm đối với nước Anh như những gì ông biết."
Nhà sử học Sarah Macauley chú thích, "Sau Nữ hoàng Scotland, Darnley là người có tư cách tranh giành quyền thừa kế tại Anh với Elizabeth. Ông cũng là sự lựa chọn của nhiều kẻ thù của Elizabeth mong muốn ngôi vua là nam, vì ông sinh ra tại Anh và theo Công giáo. Paget đưa ra giả thiết vào tháng 3 năm 1560 nói rằng những người Công giáo sẽ đưa Darnley lên ngôi trong trường hợp Nữ hoàng băng hà 'cũng được xét đến. "
Vào mùa hè năm đó, thế lực của Elizabeth đã được tăng cường đáng kể. Francis Yaxley là một gián điệp đáng chú ý. Là người Công giáo, Yaxley đã từng là một mục sư cho Signet và đã được đi theo William Cecil từ năm 1549, nhận nhiệm vụ của ông ta đi đến Pháp quốc Yaxley xếp đặt Mabel Fortescue và phụ nữ khác làm người hậu trong các gia đình Lennox ở Settrington vào tháng 10, 1560. Yaxley đã được Margaret Douglas thu dùng; trong cuộc thẩm vấn tại Tháp London tháng 2 năm 1562, tiết lộ rằng ông đã thu thập được thông tin về triều đình Anh từ viên Đại sứ Tây Ban Nha, và viên đại sứ thông qua ông anh ta và Hugh Allen chuyển những thông điệp và vật kỉ niệm cho Lennoxes và Darnley. Yaxley thừa nhận rằng nhiệm vụ của ông được dự định là sắp xếp cuộc hôn nhân của Nữ hoàng xứ Scotland với Darnley, rằng tôn giáo Darnley bảo đảm cho ông có cơ hội kết hôn thành công với nữ hoàng Scotland hơn là Bá tước Arran, và rằng Margaret Douglas có nhiều bạn bè "trong hoàng gia."  Mặc dù các mối đe dọa từ Lennox không bao giờ chấm dứt, Elizabeth đã không kết tội bị gia đình này là phản quốc năm 1562 sau khi họ bị bắt và cũng không khuyến khích việc giết chết hoặc là bãi bỏ tư cách của Margaret kế vị ngai vàng; dù bà ta tìm cách truy xét về tính hợp pháp của Nữ hoàng. Có lẽ, như đã được dự đoán, Elizabeth sợ rằng các cuộc điều tra diễn ra thì bản thân cũng sẽ bị điều tra; hoặc nếu không thì hành động của bà mang dự định là để đảm bảo sự tồn tại của chế độ quân chủ bằng cách không làm giảm số lượng những người có khả năng kế vị. Gia đình Lennox đã được phóng thích vào tháng 2 năm 1563, và trong vòng vài tháng, Darnley và mẹ thường được nhìn thấy trong triều đình, và nhận được sự ủng hộ mặc dù Elizabeth không thích sự có mặt của Bá tước trong triều.

Sarah Macauley lưu ý ba kết quả của quyết định cuối cùng của phiên xét xử Lennox:.
 "Vị thế được nâng cao của họ tại triều đình, khi nó bắt đầu vào năm 1563, là một sự phức tạp hữu ích trong vấn đề kế vị, nó thể hiện một tuyên bố công khai rằng thực lực của Quốc hội (các yêu cầu kế vị của Catherine Grey trong các cuộc khủng hoảng liên tiếp) không thể quyết chính sách riêng của Nữ hoàng. Thứ hai, ưu các Lennoxes có thể là như biểu hiện cho thấy sự nhân nhượng đối với người Công giáo ở Anh, người, giống như các đại sứ Tây Ban Nha, có thể thấy trước Elizabeth đặt tên Darnley làm người kế nhiệm mình... đầu cơ như vậy cũng sẽ đánh lạc hướng chúng từ người tranh ngôi đáng gờm hơn là Nữ hoàng Scots... Thứ ba, và quan trọng nhất là vị thế của nhà Lennox là một trở ngại giữa Nữ hoàng Scots với ngai vàng Anh. Như vậy là duy nhất thừa kế Darnley của 'Anh' đưa vào sử dụng cuối cùng... Việc phóng thích tiếp theo Darnley về Scotland và sự khôi phục địa vị của cha ông tại triều đình Scotland là một phần của chính sách này: thảm họa chính trị từ hôn nhân Darnley như chưa được lường trước. ".
 Tháng 9 năm 1564, Scotland Quốc hội khôi phục quyền và các chức danh Matthew Stewart như Bá tước Lennox.

## Thành hôn với Nữ hoàng Scotland

Lord Darnley và Mary, Nữ hoàng Scots (họa phẩm ra đời năm 1565, hiện nay trưng bày ở Hardwick Hall)

Ngày 3 tháng 2 năm 1565 Darnley rời khỏi London và vào ngày 12 ông có mặt ở Edinburgh. Ngày 17 tháng 2, ông ra mắt Mary tại Lâu đài Wemyss, Fife. James Melville xứ Halhill tường thuật rằng "Nữ hoàng bệ hạ tỏ ra ân cần với ông ta, và nói rằng ông ta người đàn ông cường tráng và cân đối nhất mà Người từng gặp." Sau một chuyến thăm phụ thân tại Dunkeld, Darnley trở về với Mary và triều đình tại Holyrood ngày 24 tháng 2. Ngày hôm sau ông nghe John Knox thuyết giảng, và ông khiêu vũ cùng Mary vào buổi tối. Kể từ đó, ông trở thành người được Mary sủng tín nhất.
Darnley là em họ thứ nhất của vợ ông thông quah Margaret Tudor, điều này khiến cả Mary và Darnley nằm trong những vị trí đầu tiên trong danh sách kế vị ngai vàng Anh. Darnley cũng là hậu duệ của một hoàng nữ của vua James II của Scotland và cũng nằm trong danh sách kế vị ở Scotland.
Như một sự chuẩn bị cho cuộc hôn nhân, Darnley đã được phong làm Huân tước của Ardmanoch và Bá tước của Ross tại Lâu đài Stirling vào ngày 15 tháng 5, 1565. Một đoàn tùy tùng gồm 15 người đàn ông đã được phong làm hiệp sĩ, trong đó có anh cùng cha khác mẹ của Mary, Sir Robert Stewart của Strathdon. Robert Drummond của Carnock, và James Stewart của Doune Castle  Ở Anh, một hội đồng được lập ra để thảo luận về những nguy hiểm đến từ cuộc hôn nhân dự định sẽ diễn rta vào ngày 4 tháng 6 năm 1565. Một trong các quyết định của họ là để hòa giải với Lady Catherine Grey, một đối thủ của Mary I của Scotland cùng tranh giành ngai vàng Anh. Mary gửi John Hay, Commendator của Balmerino, đến đàm phán với Elizabeth; Elizabeth yêu cầu giao trả Darnley, và đã cho John Hay những bằng chứng rõ ràng cho thấy sự không vừa lòng của bà.
Ngày 22 tháng 7, Darnley được phong làm Công tước Albany tại Nhà thờ Holyrood, và sự công bố hôn nhân được nêu lên trong giáo xứ Canongate. Một lời tuyên bố được đưa ra tại cross tại Edinburgh vào ngày 28 tháng 7 rằng chính phủ sẽ ghi tên chung của họ là vua và nữ hoàng của Scotland, Darnley được đối xử công bằng hơn, nhưng được ưu tiên hơn, vẫn là Mary.
Ngày 29 tháng 7 năm 1565, cuộc hôn nhân diễn ra theo nghi thức Công giáo tại nhà nguyện riêng của Nữ hoàng tại Holyrood, nhưng Darnley (có tôn giáo tín ngưỡng không cố định - ông được nuôi dạy như một người Công giáo, nhưng sau đó đã bị ảnh hưởng bởi đạo Tin lành) – từ chối để đi cùng với Mary đến lễ met sau lễ cưới chính.

## Sự ghẻ lạnh
Không lâu sau khi Mary thành hôn Darnley, bà nhận thấy được sự phù phiếm, kiêu ngạo và không đáng tin của ông, có thể ảnh hưởng đến an ninh của đất nước. Giới quý tộc không có cảm tình tốt với Henry và ông lại có những hành động mang tính bạo lực, hậu quả của việc uống nhiều rượu. Mary từ chối công nhận Darnley là vua qua hôn nhân, thứ mà ông cần để bước lên ngôi báu nếu nữ hoàng chết mà không có con. Tháng 5 năm 1565, chưa đầy một tháng sau khi kết hôn, William Cecil nghe tin rằng Darnley đã hành động xấc xược khi đẩy Lennox khỏi triều đình Scotland. Mary sớm mang thai.
Thư ký riêng của Nữ hoàng, David Rizzio bị đâm 56 nhát vào ngày 9 tháng 3 năm 1566 bởi Lord Darnley và những người bạn của ông ngay trước mặt Nữ hoàng-vốn đang mang thai tháng thứ 7-trong phòng ăn của bà. Theo nhà ngoại giao người Anh Thomas Randolph và Bá tước Bedford, việc giết chết Rizzio (người được đồn đại là cha thực sự của đứa con trong bụng Mary) là một phần trong kế hoạch Darnley nhằm buộc Mary phải phong cho mình là Đồng cai trị. Darnley cũng bàn với các đồng minh, yêu cầu họ tiến cử mình là Đồng cai trị trước Nghị viện Scotland để đổi họ sự khôi phục các lãnh địa và chức danh của họ.
Khi đại sứ Tây Ban Nha ở Paris nghe được tin này, tin đồn rộ lên rằng Henry đã "giết vợ mình, thừa nhận những người dị giáo xứ, và chiếm giữ toàn bộ vương quốc." Tuy nhiên, vào ngày 20 tháng 3, Darnley tuyên bố phủ nhận mọi sự liên can hay đồng lõa trong vụ giết Rizzio.
Mary không còn tin tưởng chồng và Darnley bị thất sủng. Ngày 27 tháng 3, Bá tước Morton và Huân tước Ruthven (đều có mặt trong vụ giết Rizzio và đã bỏ trốn sang nước Anh), đã viết thư cho Cecil nói rằng Darnley đã khởi xướng các âm mưu giết người và thu dùng họ, vì "heich cãi nhau" và "hận thù chết người" của Rizzio.

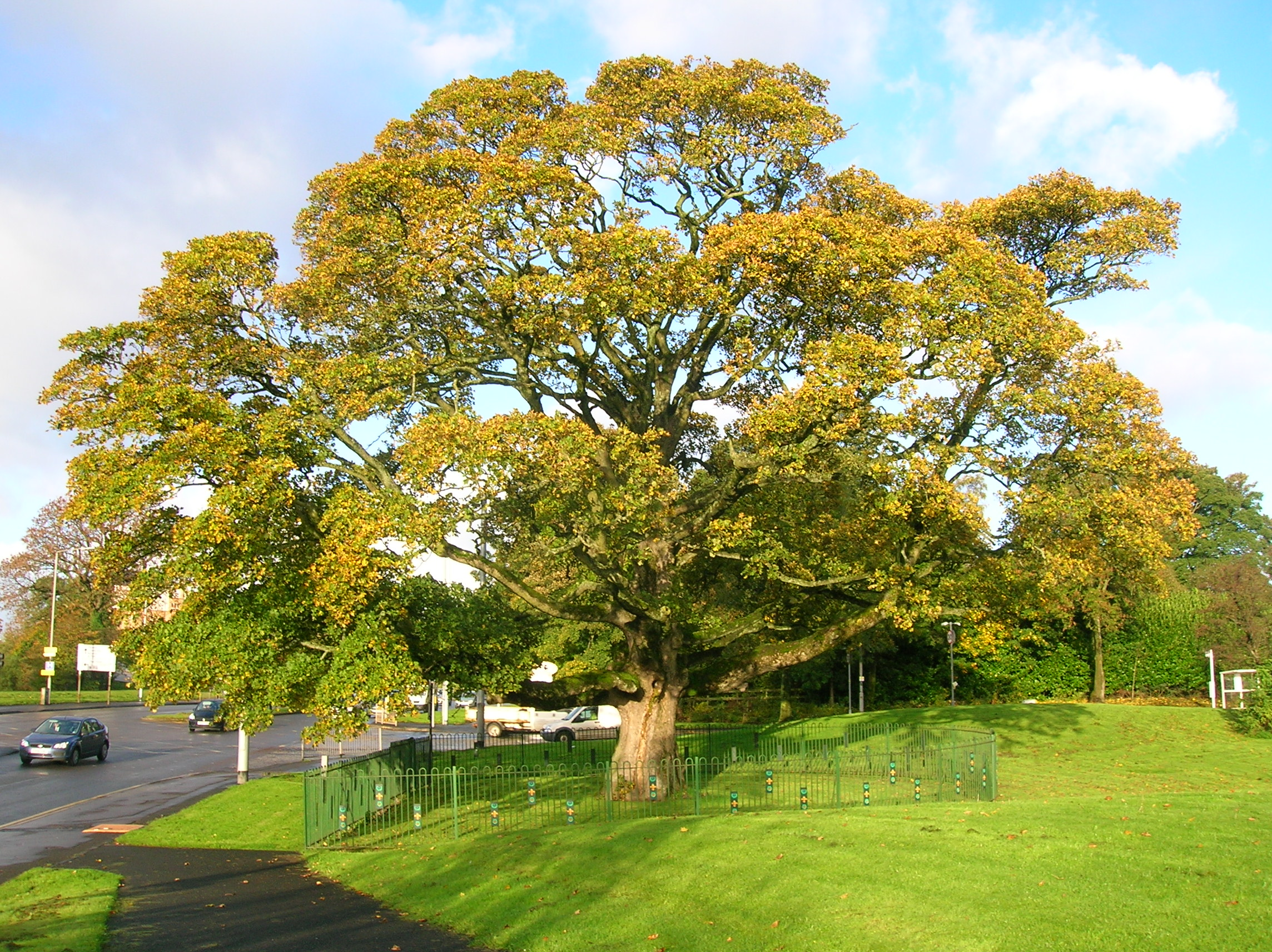
Mary is said to have nursed the smallpox-stricken Darnley under this Plane tree at Darnley in Glasgow.

## Sự chào đời của Vương tử James
Con trai của Mary và Darnley, James, chào đời ngày 19 tháng 6 năm 1566 tại Lâu đài Edinburgh. Ông được rửa tội với tên Charles James vào tháng 17 tháng 12 năm 1566 theo nghi thức Công giáo tại Lâu đài Stirling. Cha mẹ đỡ đầu của James gồm Charles IX của Pháp, Elizabeth I của Anh và Emmanuel Philibert, Công tước Savoy. Mary từ chối để cho Đức Tổng Giám mục của St Andrews, người mà cô gọi là "một linh mục có thẹo", nhổ vào miệng của trẻ, như sau đó đã đổi ý.
Sau sự ra đời của James khiến cho vấn đề kế vị suôn sẻ hơn; vào cuối năm 1566 và đầu năm 1567, Darnley và Mary đã gần gũi với nhau hơn và đã hòa giải, bà thường thấy đến thăm phòng của chồng. Darnley, tuy nhiên, bị nhiều người xa lánh nhưng vẫn có được nhiều người ủng hộ mình bởi vì hành vi thất thường của ông. Ông vẫn nhấn mạnh mong muốn được làm Đồng cai trị, đó vẫn còn là một nỗi thất vọng lớn trong hôn nhân của họ.

## Cái chết

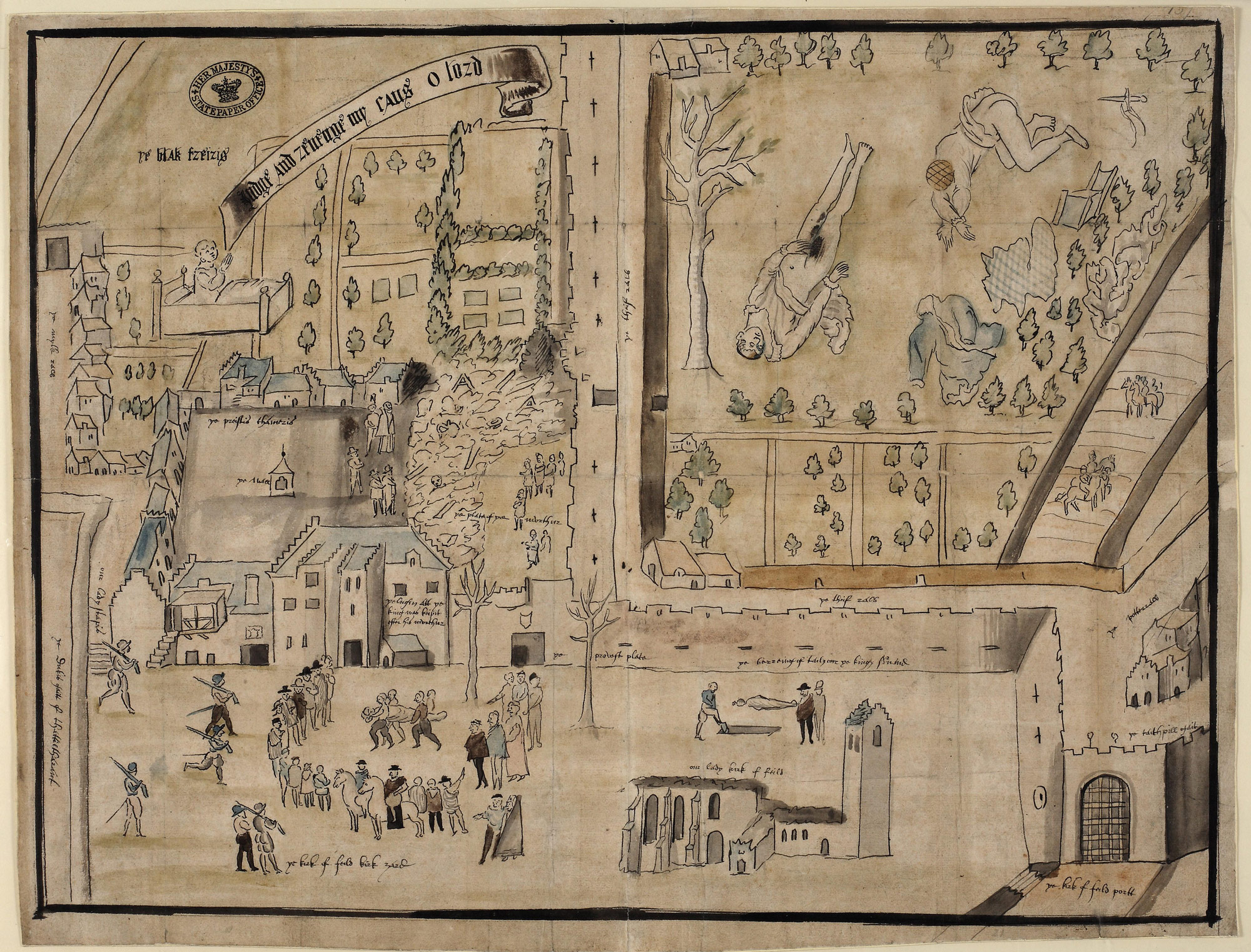
Toàn cảnh Kirk o' Field, năm 1567 sau vụ giết Henry Stuart, Lord Darnley, được vẽ cho William Cecil không lâu sau vụ giết người.

Darnley bị sát hại tám tháng sau khi James chào đời. Ngày 9 tháng 2 năm 1567, thi thể của ông và người hầu của ông đã được phát hiện tại Kirk o'Field, ở Edinburgh, nơi họ đang trú ngụ.
Trong vài tuần trước khi chết, Darnley đang dần hồi phục từ căn bệnh đậu mùa (hoặc, như nhiều người suy đoán, là bệnh giang mai). Ông được miêu tả là có những vết biến dạng trên khuôn mặt và thân thế. Ông ở với gia đình tại Glasgow, cho đến khi Mary đưa ông đến chữa trị tại Kirk o' Field, ngôi nhà hai tầng trong một nhà thờ tứ giáng, cách quãng đường đi bộ ngắn từ Holyrood – với mục đích là đưa ông vào triều một lần nữa. Darnley ở lại Kirk o' Field trong khi Mary đến dự lễ cưới của Bastian Pagez, một trong những người hầu thân cận của bà, tại Holyrood. Khoảng 2 giờ tối ngày 10 tháng 2, 1567, trong khi Mary đi vắng, hai vụ nổ xảy ra phá tan Kirk o' Field. Nguyên nhân của hai vụ nổ về sau được cho là do hai thùng thuốc súng ở căn phòng nhỏ gần chỗ ngủ của Darnley. Thi thể của Darnley và người hầu William Taylor, được tìm thấy bên ngoài, được bọc bởi một chiếc áo choàng, một con dao găm, một cái ghế và một chiếc áo khác. Darnley chỉ mặc độc một chiếc áo ngủ, chúng tỏ là ông đã trốn đi vội vàng từ giường ngủ của mình. Sau khi kiểm tra kỹ hơn, người ta xác nhận không có dấu hiệu của sự tổn thương từ vụ nổ, do đó, vụ nổ đã không được coi là nguyên nhân làm Darnley chết. Kết luận là hai người đã bị giết bằng cách làm cho nghẹt thở, sự kiện này đã xảy ra sau vụ nổ. (Tuy nhiên, y học hiện đại công nhận rằng chấn thương bên trong có thể giết chết nạn nhân vụ nổ mà không có dấu hiệu của chấn thương bên ngoài.)

## Sự kiện tiếp theo
Sự nghi ngờ nhanh chóng bị đổ dồn vào Bá tước Bothwell và những người ủng hộ của ông, đặc biệt là Archibald Douglas, Cha xứ Douglas, chủ nhân của đôi giày đã được tìm thấy tại hiện trường, và cả chính Nữ hoàng. Bothwell từ lâu đã bị nghi là có ý định chiếm ngai vàng, và mối quan hệ gần gũi của ông với nữ hoàng đã dẫn đến tin đồn họ đã ngoại tình với nhau. Đây được xem như là một động lực cho Bothwell sát hại Darnley, với sự giúp đỡ từ một số các quý tộc và dường như bởi chính hoàng gia. Mary đã được xem là chấp thuận kế hoạch loại bỏ Darnley, mặc dù ý định ban đầu của bà đã ly hôn, nhưng không ai coi đó là thích hợp.
Chẳng bao lâu sau cái chết của Darnley, Bothwell và Mary rời Edinburgh cùng với nhau. Có hai cách nhìn thường thấy về sự kiện này: có thể, Bothwell bắt cóc Nữ hoàng, đưa bà đến Lâu đài Dunbar, và cưỡng hiếp bà. Trong khi luồng ý kiến thứ hai cho rằng, Nữ hoàng đã cùng Bothwell lập kế hoạch dàn cảnh bắt cóc, và câu chuyện về cưỡng hiếp được ngụy tạo ra để danh dự và uy tín của nữ hoàng không bị hủy hoại khi bà kết hôn với một người đàn ông bị nghi ngờ là đã giết chồng mình. Mary sau đó bị sảy thai cặp song sinh con của Bothwell.
Sự nghi ngờ rằng Nữ hoàng đã cấu kết với kẻ chủ mưu trong cái chết của chồng hay bà đã không có hành động để ngăn chặn cái chết của ông là những nhân tố quan trọng dẫn đến việc Mary mất lòng dân và mất vương miện ở Scotland. Lá thư Casket, bị cáo buộc đã được viết bởi Mary, dường như thể hiện thái độ ủng hộ với sự giết chóc. Bức thư đã được phát hiện thấy bởi James Douglas, Bá tước thứ 4 Morton ở Edinburgh trong một chiếc hộp bằng bạc được khắc một chữ F (được cho là chỉ Francis II), cùng với một số tài liệu khác, bao gồm giấy chứng nhận kết hôn Mary-Bothwell. Trước khi Morton bị hành quyết vào năm 1581, ông thừa nhận có tham dự vào âm mưu giết Darnley, và rằng Bothwell và Archibald Douglas là "chủ mưu chính" trong vụ giết hoàng phu.
Lính đánh thuê của Bothwell, William Blackadder của Clan Blackadder, là được cho là người không tham gia vào vụ giết người, nhưng ban đầu đã bị đối xử như nghi phạm. Mặc dù đã được chứng minh là không có dính líu trong âm mưu giết người, ông ta lại bị cáo buộc bởi những âm mưu trong triều đình và bị kết án tại phiên tòa nhằm mục đích chính trị, sau đó ông ta bị hành quyết bằng cách treo cổ, kéo lê và phanh thây, các chi bị đóng đinh rồi đem mỗi bộ phận đi thị chúng trước cổng các thành phố ở Scotland.
Không lâu sau đó, cả Mary và Bothwell bị buộc tội giết Henry. Họ đã được đưa ra điều tra riêng biệt ở Anh. Bothwell đã được chứng minh là không có tội. Cuộc điều tra đối với Nữ hoàng diễn ra khá lâu, kết thúc mà không tìm được kết luận chính thức. Mary đã bị giam lỏng ở Anh cho đến khi bị cáo buộc có dính líu trong âm mưu Babington nhằm lật đổ Elizabeth, sau đó bà đã bị kết tội phản quốc và bị chém đầu.

## Danh hiệu, huy hiệu

Huy hiệu của Lord Darnley

### Danh hiệu
- 7 tháng 12 1545 – 15 tháng 5 1565: Chủ đất Lennox (Scotland); Lord Darnley (ở Anh)
- 15 – 20 tháng 7 1565: Bá tước xứ Ross và Lãnh chúa Ardmanach.[32]
- 20–28 tháng 1565: Công tước Albany
- 28 tháng 7 1565 – 10 tháng 2 1567: His Grace Hoàng phu Scotland

### Vinh dự
- Tháng 2 1565: Order of Saint Michael, được phong bởi vua Charles IX của Pháp.[33]

## Trong văn hóa đại chúng
- Timothy Dalton đóng vai Darnley trong bộ phim Mary, Queen of Scots, cùng với Vanessa Redgrave. Darnley được miêu tả như một nhân vật đáng thương, kết hôn với Mary là âm mưu mà Elizabeth I (Glenda Jackson) dựng lên nhằm làm suy yếu tư cách lên ngôi tại Anh của Mary. Dalton thể hiện vai diễn là một người hư hỏng, ái nam con gái, kê gian với cố vấn của Nữ hoàng, David Rizzio (Ian Holm), nhưng sau đó thất bại và Rizzio bị một thế lực khác giết chết (theo như trong phim là Chúa tể của Giáo đoàn). Darnley thương tiếc cho cái chết của người yêu. Một âm mưu giết chết Darnley sau đó được lập ra và tiến hành bởi Lord Bothwell (Nigel Davenport), anh khác mẹ của Mary là Lord Moray (Patrick McGoohan), và nhiều lãnh chúa Scotland tham gia vào vụ giết Rizzio (Huntly, Morton, Falconside, và nhiều người khác). Theo như cốt truyện thì chính Mary là người đứng đằng sau vụ đó
- Douglas Walton đóng vai Darnley trong bộ phim sản xuất 1936 Mary of Scotland, đạo diễn John Ford và các diễn viên Katharine Hepburn và Fredric March.
- Vụ giết Rizzio tại Holyroodhouse cũng là một điểm rất quan trọng trong cốt truyện The Italian Secretary, một tác phẩm mô phỏng Sherlock Holmes của Caleb Carr.
- Năm mà Darnley kết hôn với Mary, bao gồm cái chết của David Rizzio và cái chết tiếp theo của chính Darnley được đề cập trong tiểu thuyết lịch sử của Jesse Blackadder, The Raven's Heart, HarperCollins (Australia) Pty (2011)

## Tổ tiên
| \| \| \| \| \| \| \| \| \| \| \| \| \| \| \| \| \| \| \| \| John Stewart, Bá tước thứ nhất của Lennox \| \| \| \| \| \| \| \| \| \| \| \| \| \| \| \| \| \| \| \| \| \| \| \| \| \| \| \| \| \| \| \| \| \| \| \| \| \| \| \| \| \| \| \| \| \| \| \| \| \| \| \| \| \| Matthew Stewart, Bá tước thứ hai của Lennox \| \| \| \| \| \| \| \| \| \| \| \| \| \| \| \| \| \| \| \| \| \| \| \| \| \| \| \| \| \| \| \| \| \| \| \| \| \| \| \| \| \| \| \| \| \| \| \| \| \| \| \| \| \| Margaret Montgomerie \| \| \| \| \| \| \| \| \| \| \| \| \| \| \| \| \| \| \| \| \| \| \| \| \| \| \| \| \| \| \| \| \| \| \| \| \| \| \| \| \| \| \| \| \| \| \| \| \| \| \| \| \| \| John Stewart, Bá tước thứ ba của Lennox \| \| \| \| \| \| \| \| \| \| \| \| \| \| \| \| \| \| \| \| \| \| \| \| \| \| \| \| \| \| \| \| \| \| \| \| \| \| \| \| \| \| \| \| \| \| \| \| \| \| \| \| \| \| James Hamilton, Lãnh chúa thứ nhất của Hamilton \| \| \| \| \| \| \| \| \| \| \| \| \| \| \| \| \| \| \| \| \| \| \| \| \| \| \| \| \| \| \| \| \| \| \| \| \| \| \| \| \| \| \| \| \| \| \| \| \| \| \| \| \| \| Elizabeth Hamilton \| \| \| \| \| \| \| \| \| \| \| \| \| \| \| \| \| \| \| \| \| \| \| \| \| \| \| \| \| \| \| \| \| \| \| \| \| \| \| \| \| \| \| \| \| \| \| \| \| \| \| \| \| \| Mary của Scotland \| \| \| \| \| \| \| \| \| \| \| \| \| \| \| \| \| \| \| \| \| \| \| \| \| \| \| \| \| \| \| \| \| \| \| \| \| \| \| \| \| \| \| \| \| \| \| \| \| \| \| \| \| \| Matthew Stewart, Bá tước thứ tư của Lennox \| \| \| \| \| \| \| \| \| \| \| \| \| \| \| \| \| \| \| \| \| \| \| \| \| \| \| \| \| \| \| \| \| \| \| \| \| \| \| \| \| \| \| \| \| \| \| \| \| \| \| \| \| \| Sir James Stewart, Hiệp sĩ đen của Lorn \| \| \| \| \| \| \| \| \| \| \| \| \| \| \| \| \| \| \| \| \| \| \| \| \| \| \| \| \| \| \| \| \| \| \| \| \| \| \| \| \| \| \| \| \| \| \| \| \| \| \| \| \| \| John Stewart, Bá tước thứ nhất của Atholl \| \| \| \| \| \| \| \| \| \| \| \| \| \| \| \| \| \| \| \| \| \| \| \| \| \| \| \| \| \| \| \| \| \| \| \| \| \| \| \| \| \| \| \| \| \| \| \| \| \| \| \| \| \| Joan Beaufort \| \| \| \| \| \| \| \| \| \| \| \| \| \| \| \| \| \| \| \| \| \| \| \| \| \| \| \| \| \| \| \| \| \| \| \| \| \| \| \| \| \| \| \| \| \| \| \| \| \| \| \| \| \| Elizabeth Stewart \| \| \| \| \| \| \| \| \| \| \| \| \| \| \| \| \| \| \| \| \| \| \| \| \| \| \| \| \| \| \| \| \| \| \| \| \| \| \| \| \| \| \| \| \| \| \| \| \| \| \| \| \| \| William Sinclair, Bá tước thứ nhất của Caithness \| \| \| \| \| \| \| \| \| \| \| \| \| \| \| \| \| \| \| \| \| \| \| \| \| \| \| \| \| \| \| \| \| \| \| \| \| \| \| \| \| \| \| \| \| \| \| \| \| \| \| \| \| \| Eleanor Sinclair \| \| \| \| \| \| \| \| \| \| \| \| \| \| \| \| \| \| \| \| \| \| \| \| \| \| \| \| \| \| \| \| \| \| \| \| \| \| \| \| \| \| \| \| \| \| \| \| \| \| \| \| \| \| Marjory Sutherland \| \| \| \| \| \| \| \| \| \| \| \| \| \| \| \| \| \| \| \| \| \| \| \| \| \| \| \| \| \| \| \| \| \| \| \| \| \| \| \| \| \| \| \| \| \| \| \| \| \| \| \| \| \| Henry Stewart, Lord Darnley \| \| \| \| \| \| \| \| \| \| \| \| \| \| \| \| \| \| \| \| \| \| \| \| \| \| \| \| \| \| \| \| \| \| \| \| \| \| \| \| \| \| \| \| \| \| \| \| \| \| \| \| \| \| Archibald Douglas, Bá tước thứ năm của Angus \| \| \| \| \| \| \| \| \| \| \| \| \| \| \| \| \| \| \| \| \| \| \| \| \| \| \| \| \| \| \| \| \| \| \| \| \| \| \| \| \| \| \| \| \| \| \| \| \| \| \| \| \| \| George Douglas, Master of Angus \| \| \| \| \| \| \| \| \| \| \| \| \| \| \| \| \| \| \| \| \| \| \| \| \| \| \| \| \| \| \| \| \| \| \| \| \| \| \| \| \| \| \| \| \| \| \| \| \| \| \| \| \| \| Elizabeth Boyd \| \| \| \| \| \| \| \| \| \| \| \| \| \| \| \| \| \| \| \| \| \| \| \| \| \| \| \| \| \| \| \| \| \| \| \| \| \| \| \| \| \| \| \| \| \| \| \| \| \| \| \| \| \| Archibald Douglas, Bá tước thứ sáu của Angus \| \| \| \| \| \| \| \| \| \| \| \| \| \| \| \| \| \| \| \| \| \| \| \| \| \| \| \| \| \| \| \| \| \| \| \| \| \| \| \| \| \| \| \| \| \| \| \| \| \| \| \| \| \| John Drummond, Lãnh chúa thứ 1 Drummond \| \| \| \| \| \| \| \| \| \| \| \| \| \| \| \| \| \| \| \| \| \| \| \| \| \| \| \| \| \| \| \| \| \| \| \| \| \| \| \| \| \| \| \| \| \| \| \| \| \| \| \| \| \| Elizabeth Drummond \| \| \| \| \| \| \| \| \| \| \| \| \| \| \| \| \| \| \| \| \| \| \| \| \| \| \| \| \| \| \| \| \| \| \| \| \| \| \| \| \| \| \| \| \| \| \| \| \| \| \| \| \| \| Elizabeth Lindsay \| \| \| \| \| \| \| \| \| \| \| \| \| \| \| \| \| \| \| \| \| \| \| \| \| \| \| \| \| \| \| \| \| \| \| \| \| \| \| \| \| \| \| \| \| \| \| \| \| \| \| \| \| \| Margaret Douglas \| \| \| \| \| \| \| \| \| \| \| \| \| \| \| \| \| \| \| \| \| \| \| \| \| \| \| \| \| \| \| \| \| \| \| \| \| \| \| \| \| \| \| \| \| \| \| \| \| \| \| \| \| \| Edmund Tudor, Bá tước thứ nhất của Richmond \| \| \| \| \| \| \| \| \| \| \| \| \| \| \| \| \| \| \| \| \| \| \| \| \| \| \| \| \| \| \| \| \| \| \| \| \| \| \| \| \| \| \| \| \| \| \| \| \| \| \| \| \| \| Henry VII của Anh \| \| \| \| \| \| \| \| \| \| \| \| \| \| \| \| \| \| \| \| \| \| \| \| \| \| \| \| \| \| \| \| \| \| \| \| \| \| \| \| \| \| \| \| \| \| \| \| \| \| \| \| \| \| Margaret Beaufort \| \| \| \| \| \| \| \| \| \| \| \| \| \| \| \| \| \| \| \| \| \| \| \| \| \| \| \| \| \| \| \| \| \| \| \| \| \| \| \| \| \| \| \| \| \| \| \| \| \| \| \| \| \| Margaret Tudor \| \| \| \| \| \| \| \| \| \| \| \| \| \| \| \| \| \| \| \| \| \| \| \| \| \| \| \| \| \| \| \| \| \| \| \| \| \| \| \| \| \| \| \| \| \| \| \| \| \| \| \| \| \| Edward IV của Anh \| \| \| \| \| \| \| \| \| \| \| \| \| \| \| \| \| \| \| \| \| \| \| \| \| \| \| \| \| \| \| \| \| \| \| \| \| \| \| \| \| \| \| \| \| \| \| \| \| \| \| \| \| \| Elizabeth xứ York \| \| \| \| \| \| \| \| \| \| \| \| \| \| \| \| \| \| \| \| \| \| \| \| \| \| \| \| \| \| \| \| \| \| \| \| \| \| \| \| \| \| \| \| \| \| \| \| \| \| \| \| \| \| Elizabeth Woodville \| \| \| \| \| \| \| \| \| \| \| \| \| \| \| \| \| \| \| \| \| \| \| \| \| \| \| \| \| \| \| \| \| \| \| \| \| \| \| \| \| \| \| \| \| \| \| \| \| \| \| \| |                                                  |  |  |  |  |  |  |  |  |  |  |  |  |  |  |  |
| |                                                  |  |  |  |  |  |  |  |  |  |  |  |  |  |  |  |
| | John Stewart, Bá tước thứ nhất của Lennox        |  |  |  |  |  |  |  |  |  |  |  |  |  |  |  |
| |                                                  |  |  |  |  |  |  |  |  |  |  |  |  |  |  |  |
| |                                                  |  |  |  |  |  |  |  |  |  |  |  |  |  |  |  |
| | Matthew Stewart, Bá tước thứ hai của Lennox      |  |  |  |  |  |  |  |  |  |  |  |  |  |  |  |
| |                                                  |  |  |  |  |  |  |  |  |  |  |  |  |  |  |  |
| |                                                  |  |  |  |  |  |  |  |  |  |  |  |  |  |  |  |
| | Margaret Montgomerie                             |  |  |  |  |  |  |  |  |  |  |  |  |  |  |  |
| |                                                  |  |  |  |  |  |  |  |  |  |  |  |  |  |  |  |
| |                                                  |  |  |  |  |  |  |  |  |  |  |  |  |  |  |  |
| | John Stewart, Bá tước thứ ba của Lennox          |  |  |  |  |  |  |  |  |  |  |  |  |  |  |  |
| |                                                  |  |  |  |  |  |  |  |  |  |  |  |  |  |  |  |
| |                                                  |  |  |  |  |  |  |  |  |  |  |  |  |  |  |  |
| | James Hamilton, Lãnh chúa thứ nhất của Hamilton  |  |  |  |  |  |  |  |  |  |  |  |  |  |  |  |
| |                                                  |  |  |  |  |  |  |  |  |  |  |  |  |  |  |  |
| |                                                  |  |  |  |  |  |  |  |  |  |  |  |  |  |  |  |
| | Elizabeth Hamilton                               |  |  |  |  |  |  |  |  |  |  |  |  |  |  |  |
| |                                                  |  |  |  |  |  |  |  |  |  |  |  |  |  |  |  |
| |                                                  |  |  |  |  |  |  |  |  |  |  |  |  |  |  |  |
| | Mary của Scotland                                |  |  |  |  |  |  |  |  |  |  |  |  |  |  |  |
| |                                                  |  |  |  |  |  |  |  |  |  |  |  |  |  |  |  |
| |                                                  |  |  |  |  |  |  |  |  |  |  |  |  |  |  |  |
| | Matthew Stewart, Bá tước thứ tư của Lennox       |  |  |  |  |  |  |  |  |  |  |  |  |  |  |  |
| |                                                  |  |  |  |  |  |  |  |  |  |  |  |  |  |  |  |
| |                                                  |  |  |  |  |  |  |  |  |  |  |  |  |  |  |  |
| | Sir James Stewart, Hiệp sĩ đen của Lorn          |  |  |  |  |  |  |  |  |  |  |  |  |  |  |  |
| |                                                  |  |  |  |  |  |  |  |  |  |  |  |  |  |  |  |
| |                                                  |  |  |  |  |  |  |  |  |  |  |  |  |  |  |  |
| | John Stewart, Bá tước thứ nhất của Atholl        |  |  |  |  |  |  |  |  |  |  |  |  |  |  |  |
| |                                                  |  |  |  |  |  |  |  |  |  |  |  |  |  |  |  |
| |                                                  |  |  |  |  |  |  |  |  |  |  |  |  |  |  |  |
| | Joan Beaufort                                    |  |  |  |  |  |  |  |  |  |  |  |  |  |  |  |
| |                                                  |  |  |  |  |  |  |  |  |  |  |  |  |  |  |  |
| |                                                  |  |  |  |  |  |  |  |  |  |  |  |  |  |  |  |
| | Elizabeth Stewart                                |  |  |  |  |  |  |  |  |  |  |  |  |  |  |  |
| |                                                  |  |  |  |  |  |  |  |  |  |  |  |  |  |  |  |
| |                                                  |  |  |  |  |  |  |  |  |  |  |  |  |  |  |  |
| | William Sinclair, Bá tước thứ nhất của Caithness |  |  |  |  |  |  |  |  |  |  |  |  |  |  |  |
| |                                                  |  |  |  |  |  |  |  |  |  |  |  |  |  |  |  |
| |                                                  |  |  |  |  |  |  |  |  |  |  |  |  |  |  |  |
| | Eleanor Sinclair                                 |  |  |  |  |  |  |  |  |  |  |  |  |  |  |  |
| |                                                  |  |  |  |  |  |  |  |  |  |  |  |  |  |  |  |
| |                                                  |  |  |  |  |  |  |  |  |  |  |  |  |  |  |  |
| | Marjory Sutherland                               |  |  |  |  |  |  |  |  |  |  |  |  |  |  |  |
| |                                                  |  |  |  |  |  |  |  |  |  |  |  |  |  |  |  |
| |                                                  |  |  |  |  |  |  |  |  |  |  |  |  |  |  |  |
| | Henry Stewart, Lord Darnley                      |  |  |  |  |  |  |  |  |  |  |  |  |  |  |  |
| |                                                  |  |  |  |  |  |  |  |  |  |  |  |  |  |  |  |
| |                                                  |  |  |  |  |  |  |  |  |  |  |  |  |  |  |  |
| | Archibald Douglas, Bá tước thứ năm của Angus     |  |  |  |  |  |  |  |  |  |  |  |  |  |  |  |
| |                                                  |  |  |  |  |  |  |  |  |  |  |  |  |  |  |  |
| |                                                  |  |  |  |  |  |  |  |  |  |  |  |  |  |  |  |
| | George Douglas, Master of Angus                  |  |  |  |  |  |  |  |  |  |  |  |  |  |  |  |
| |                                                  |  |  |  |  |  |  |  |  |  |  |  |  |  |  |  |
| |                                                  |  |  |  |  |  |  |  |  |  |  |  |  |  |  |  |
| | Elizabeth Boyd                                   |  |  |  |  |  |  |  |  |  |  |  |  |  |  |  |
| |                                                  |  |  |  |  |  |  |  |  |  |  |  |  |  |  |  |
| |                                                  |  |  |  |  |  |  |  |  |  |  |  |  |  |  |  |
| | Archibald Douglas, Bá tước thứ sáu của Angus     |  |  |  |  |  |  |  |  |  |  |  |  |  |  |  |
| |                                                  |  |  |  |  |  |  |  |  |  |  |  |  |  |  |  |
| |                                                  |  |  |  |  |  |  |  |  |  |  |  |  |  |  |  |
| | John Drummond, Lãnh chúa thứ 1 Drummond          |  |  |  |  |  |  |  |  |  |  |  |  |  |  |  |
| |                                                  |  |  |  |  |  |  |  |  |  |  |  |  |  |  |  |
| |                                                  |  |  |  |  |  |  |  |  |  |  |  |  |  |  |  |
| | Elizabeth Drummond                               |  |  |  |  |  |  |  |  |  |  |  |  |  |  |  |
| |                                                  |  |  |  |  |  |  |  |  |  |  |  |  |  |  |  |
| |                                                  |  |  |  |  |  |  |  |  |  |  |  |  |  |  |  |
| | Elizabeth Lindsay                                |  |  |  |  |  |  |  |  |  |  |  |  |  |  |  |
| |                                                  |  |  |  |  |  |  |  |  |  |  |  |  |  |  |  |
| |                                                  |  |  |  |  |  |  |  |  |  |  |  |  |  |  |  |
| | Margaret Douglas                                 |  |  |  |  |  |  |  |  |  |  |  |  |  |  |  |
| |                                                  |  |  |  |  |  |  |  |  |  |  |  |  |  |  |  |
| |                                                  |  |  |  |  |  |  |  |  |  |  |  |  |  |  |  |
| | Edmund Tudor, Bá tước thứ nhất của Richmond      |  |  |  |  |  |  |  |  |  |  |  |  |  |  |  |
| |                                                  |  |  |  |  |  |  |  |  |  |  |  |  |  |  |  |
| |                                                  |  |  |  |  |  |  |  |  |  |  |  |  |  |  |  |
| | Henry VII của Anh                                |  |  |  |  |  |  |  |  |  |  |  |  |  |  |  |
| |                                                  |  |  |  |  |  |  |  |  |  |  |  |  |  |  |  |
| |                                                  |  |  |  |  |  |  |  |  |  |  |  |  |  |  |  |
| | Margaret Beaufort                                |  |  |  |  |  |  |  |  |  |  |  |  |  |  |  |
| |                                                  |  |  |  |  |  |  |  |  |  |  |  |  |  |  |  |
| |                                                  |  |  |  |  |  |  |  |  |  |  |  |  |  |  |  |
| | Margaret Tudor                                   |  |  |  |  |  |  |  |  |  |  |  |  |  |  |  |
| |                                                  |  |  |  |  |  |  |  |  |  |  |  |  |  |  |  |
| |                                                  |  |  |  |  |  |  |  |  |  |  |  |  |  |  |  |
| | Edward IV của Anh                                |  |  |  |  |  |  |  |  |  |  |  |  |  |  |  |
| |                                                  |  |  |  |  |  |  |  |  |  |  |  |  |  |  |  |
| |                                                  |  |  |  |  |  |  |  |  |  |  |  |  |  |  |  |
| | Elizabeth xứ York                                |  |  |  |  |  |  |  |  |  |  |  |  |  |  |  |
| |                                                  |  |  |  |  |  |  |  |  |  |  |  |  |  |  |  |
| |                                                  |  |  |  |  |  |  |  |  |  |  |  |  |  |  |  |
| | Elizabeth Woodville                              |  |  |  |  |  |  |  |  |  |  |  |  |  |  |  |
| |                                                  |  |  |  |  |  |  |  |  |  |  |  |  |  |  |  |
| |                                                  |  |  |  |  |  |  |  |  |  |  |  |  |  |  |  |